# Deville (Ardennes)
Deville is een gemeente in het Franse departement Ardennes in de regio Grand Est. De plaats maakt deel uit van het arrondissement Charleville-Mézières. Het dorp ligt in een bosrijk gebied aan de oever van de Maas. Deville telde op 1 januari 2022 1.044 inwoners.

## Geografie
De oppervlakte van Deville bedroeg op 1 januari 2022 7,83 vierkante kilometer; de bevolkingsdichtheid was toen 133,3 inwoners per km².
De onderstaande kaart toont de ligging van Deville met de belangrijkste infrastructuur en aangrenzende gemeenten.

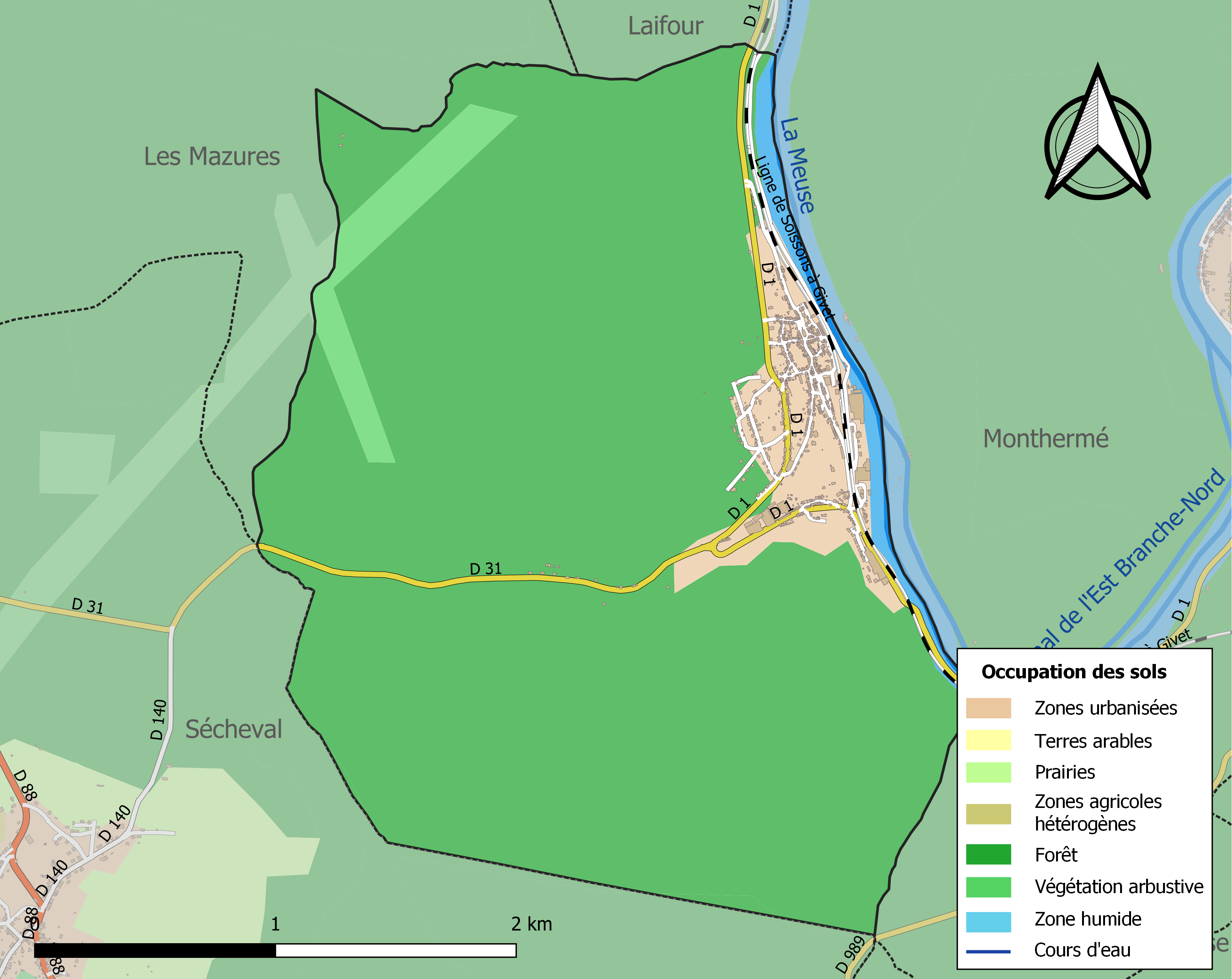

## Demografie
Onderstaande figuur toont het verloop van het inwonertal.
Vanwege een beveiligingsprobleem met de MediaWiki Graph-software is het momenteel niet mogelijk deze grafiek weer te geven. Zodra de software is bijgewerkt zal de grafiek vanzelf weer zichtbaar worden.

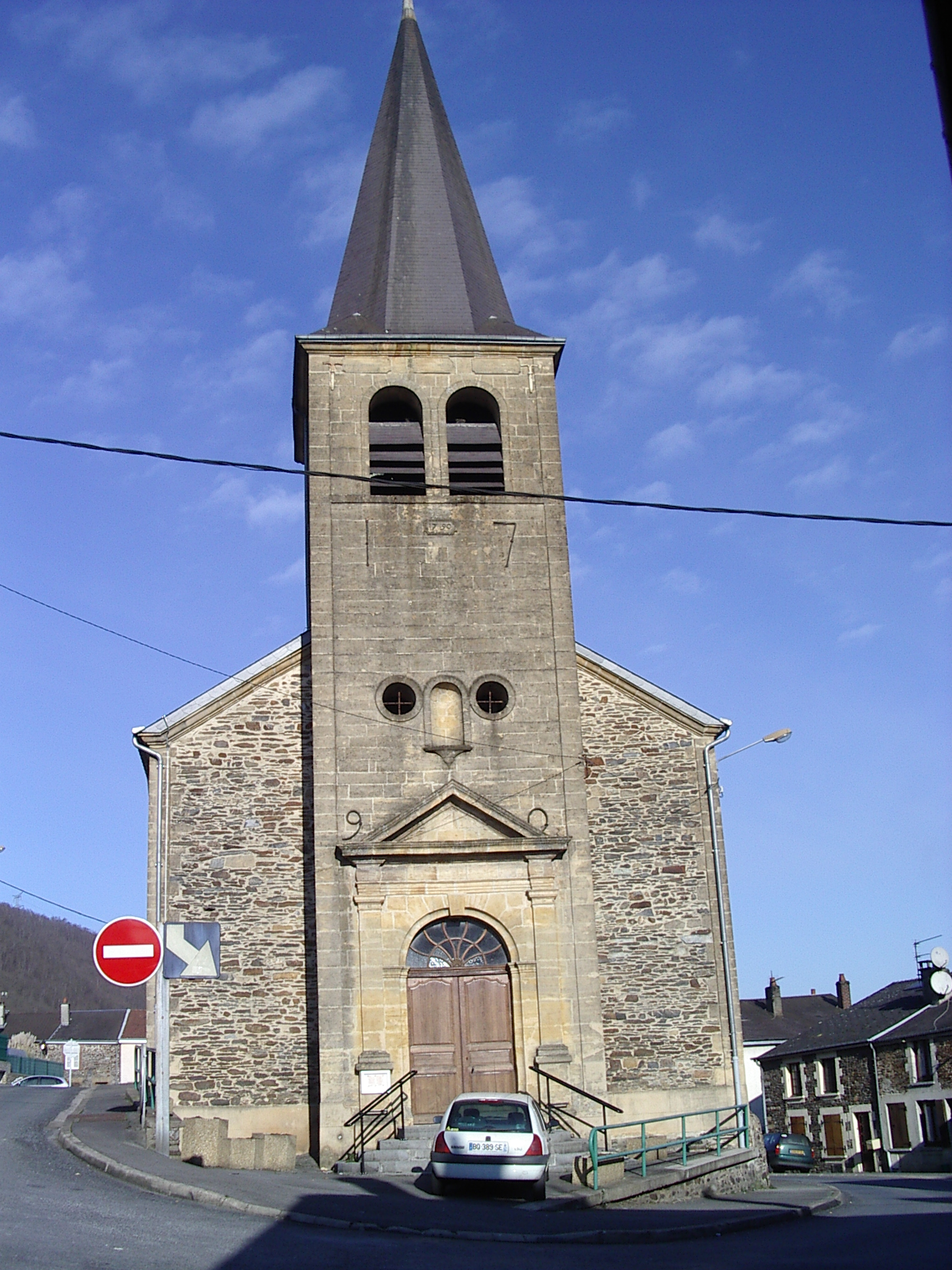
Kerk van Deville, vooraanzicht
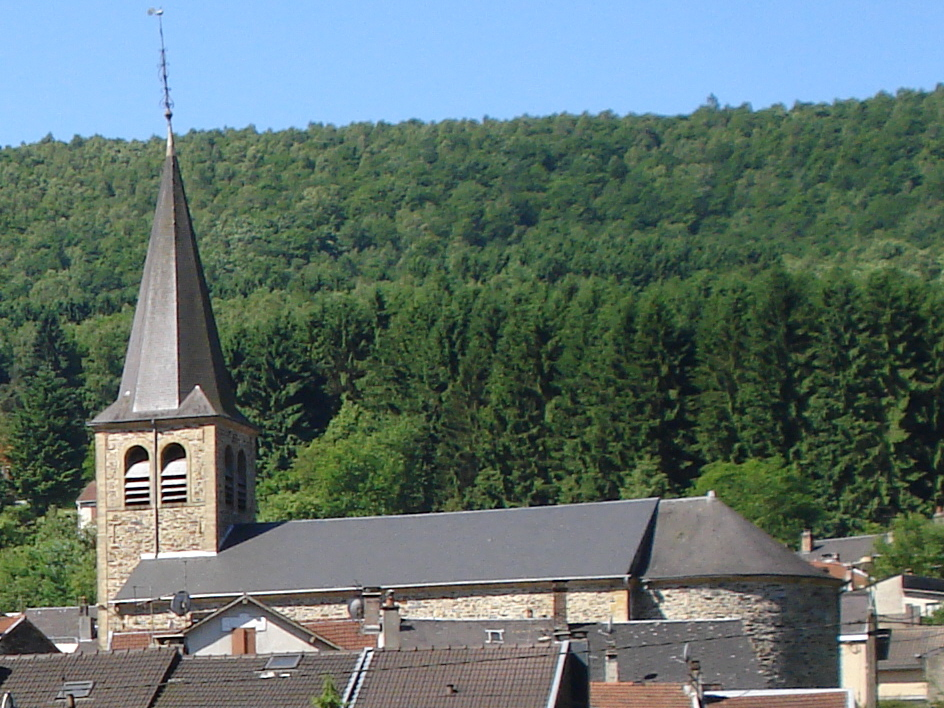
Kerk, zijaanzicht

Bogny-sur-Meuse · Deville · Haulmé · Les Hautes-Rivières · Joigny-sur-Meuse · Laifour · Les Mazures · Montcornet · Monthermé · Renwez · Thilay · Tournavaux